# Bucsu
Bucsu (Duits: Butsching) is een plaats (község) en gemeente in het Hongaarse comitaat Vas. Bucsu, dat tussen ca. 1950 en 1989 werd gescheiden van Oostenrijk door het IJzeren Gordijn, telt bijna 600 inwoners (2011).